# Ernst Hermann Glöckner
Ernst Hermann Glöckner (* 15. Februar 1881 in Gotha; † 29. März 1963 in Sonneberg) war ein deutscher Politiker (DDP).

## Leben und Wirken
Glöckner war beruflich als Schriftsetzer und Syndikus tätig. Nach der Novemberrevolution trat er in die Deutsche Demokratische Partei (DDP) ein. Er war von 1919/20 Landtagsabgeordneter im Landtag vom Freistaat Sachsen-Meiningen und amtierte von April 1927 bis April 1929 als Staatsrat für Meiningen in der Regierung des Landes Thüringen.